# Денисов Микола Михайлович
Микола Михайлович Денисов (14 жовтня 1930, Хорол. УРСР — 10 вересня 1999, там же) — український тракторист, новатор сільськогосподарського виробництва, Герой Соціалістичної Праці (1966).

## Біографія
У 1945 році закінчив 7 класів Хорольської середньої школи № 1. З 1943 року працював у селі Староаврамівка, поєднуючи роботу з навчанням у школі. У 16 років був нагороджений медаллю «За доблесну працю в роки Великої Вітчизняної війни 1941-1945 рр.». У 1951-1953 роках служив у Радянській Армії. Після служби в 1953-1954 роках навчався в Хорольському сільському професійно-технічному училищі № 5. У 1954-1955 рр. — тракторист Хорольської МТС. Із 1955 року й до виходу на пенсію працював у колгоспі «Україна» села Штомпелівка.

## Нагороди
Указом Президії Верховної Ради СРСР від 23 червня 1966 року було присвоєно звання Героя Соціалістичної Праці з врученням ордена Леніна і Золотої медалі «Серп і молот» за успіхи у збільшенні виробництва і заготівель пшениці, жита, гречки, проса, рису, кукурудзи та ін. зернових . Також нагороджений:
- Медаль «За доблесну працю. В ознаменування 100-річчя з дня народження В. І. Леніна» (1970)
- Орден Леніна (грудень 1972)

## Пам'ять
У жовтні 2015 року в Штомпелянській школі відбулося урочисте відзначення 85-річчя з дня народження Миколи Денисова, під час якого спогадами про нього поділилися його колеги та знайомі.